# Elizabeth Klarer
Elizabeth Klarer (nhũ danh Wollatt; 1 tháng 7, 1910 – Tháng 2, 1994) là người Nam Phi tự nhận mình có mối liên hệ với người ngoài hành tinh từ năm 1954 đến năm 1963. Bà là một trong những phụ nữ đầu tiên tuyên bố có mối quan hệ tình dục với một người ngoài hành tinh.

## Biography
Bà sinh ra ở vùng sông Mooi, Natal. Năm lên bảy tuổi, bà và chị gái của bà đã có cuộc gặp gỡ người ngoài hành tinh đầu tiên bên ngoài trang trại của bố mẹ họ ở vùng trung du KwaZulu-Natal. Klarer tuyên bố rằng họ đã chứng kiến một thiên thạch bị đánh văng vất vả bị chặn bởi một chiếc đĩa bạc được phủ một lớp ánh ngọc trai. Bà trúng tuyển vào trường St. Anne’s Diocesan College ở Pietermaritzburg, và dọn sang Florence, Ý, để học nghệ thuật và âm nhạc. Sau đó, bà hoàn thành chương trình đại học bốn năm về khí tượng học tại Đại học Cambridge, và học lái máy bay hạng nhẹ.
Sau khi đọc tác phẩm của Flying Saucers Have Landed (1953) và Inside the Space Ships (1955) George Adamski, Klarer nhớ lại rằng bà đã nhận được thông điệp thần giao cách cảm thường xuyên từ một người ngoài hành tinh thân thiện tên là Akon từ nhỏ. Akon có lẽ không liên quan đến người bạn Kim tinh Orthon của Adamski. Bà còn chụp được ảnh con tàu vũ trụ từ Núi Drakensberg vào ngày 17 tháng 7 năm 1955. Nhiều người nghi ngờ rằng có lẽ đây là một sự sắp đặt tương tự như được thực hiện bởi Adamski với Orthon vào năm 1952.
Klarer đã kêu gọi Akon và tàu trinh sát của anh ta vào ngày 7 tháng 4 năm 1956, để thực hiện một cú hạ cánh thực sự. Bà được mang lên con tàu mẹ trong quỹ đạo Trái Đất, và – giờ đây câu chuyện trở nên hơi khác so với tiêu chuẩn của người tiếp xúc UFO giữa thập niên 1950 – cuối cùng được vận chuyển vào năm 1957 đến hành tinh quê hương của Akon, Meton, quay quanh hệ thống nhiều sao gần đó là Alpha Centauri, nơi bà và Akon quan hệ tình dục, rồi bà đã mang thai và cuối cùng hạ sinh một đứa con trai. Đứa con ấy tên là Ayling, phải ở lại trên Meton để được giáo dục chu đáo, trong khi Klarer trở về nhà. Toàn bộ quá trình, chuyến đi, làm tình, mang thai, sinh nở và trở về, được cho là phải ít hơn bốn tháng. Klarer mất nhiều thời gian hơn trước khi xuất bản một cuốn sách có tựa đề Beyond the Light Barrier (1980), kể về cuộc phiêu lưu ngoài Trái Đất của bà. Trong chuyến đi diễn thuyết trên thế giới vào cuối những năm 1950, George Adamski đã đến thăm Nam Phi và tìm kiếm Klarer để trò chuyện về nhiều trải nghiệm của họ với những người "Anh em Vũ trụ" (Space Brothers) thân thiện và uyên bác. Vào thời điểm đó, Klarer không phải là môn đệ Adamski duy nhất được trải nghiệm làm mẹ người ngoài hành tinh.
Elizabeth Klarer qua đời vì ung thư vú ở tuổi 84, để lại cuốn sách thứ hai The Gravity File chưa hoàn thành. Quyển sách này sẽ lấp đầy những khoảng trống của cuốn đầu tiên, bên cạnh việc giải thích công nghệ "lực đẩy điện lực" của Akon.

## Tác phẩm
- Beyond the Light Barrier (1980)
- Jenseits der Lichtmauer: Vorgeschichte und Bericht einer Weltraumreise (1977)

## Ảnh hưởng văn hóa
Elizabeth Klarer được đề cập trong bài hát Even Elizabeth Klarer trong album Shakey is Good (2008) của ca sĩ kiêm nhạc sĩ người Nam Phi Jim Neversink.